# Tolkien (film)
Tolkien är en amerikansk biografisk dramafilm från 2019, i regi av Dome Karukoski och skriven av David Gleeson och Stephen Beresford. Filmen handlar om den brittiske professorn J.R.R. Tolkien, författaren till Bilbo – En hobbits äventyr, Sagan om ringen, Silmarillion och ett stort antal övriga böcker. Filmens roller spelas av Nicholas Hoult, Lily Collins, Colm Meaney och Derek Jacobi.
Tolkien hade biopremiär i Storbritannien den 3 maj 2019, i USA den 10 maj 2019 och i Sverige den 27 september 2019. Den distribueras av Walt Disney Studios Motion Pictures under Fox Searchlight Pictures, vilket gör Tolkien till den första filmen som släpptes av Searchlight efter dess förvärv av Disney den 20 mars 2019. Filmen fick blandade recensioner från recensenter och tjänade in endast 9 miljoner dollar från över hela världen med en budget på 20 miljoner dollar.

## Rollista
- Nicholas Hoult − J.R.R. Tolkien
  - Harry Gilby − J.R.R. Tolkien som ung
- Lily Collins − Edith Bratt
  - Mimi Keene − Edith Bratt som ung
- Colm Meaney − Fader Francis Morgan
- Derek Jacobi − Professor Joseph Wright
- Anthony Boyle − Geoffrey Bache Smith
  - Adam Bregman − Geoffrey Smith som ung
- Patrick Gibson − Robert Q. Gilson
  - Albie Marber − Robert Q. Gilson som ung
- Tom Glynn-Carney − Christopher Wiseman
  - Ty Tennant − Christopher Wiseman som ung
- Craig Roberts − Menige Sam Hodges
- Pam Ferris − Mrs. Faulkner
- James MacCallum − Hilary Tolkien
  - Guillermo Bedward − Hilary Tolkien som ung
- Laura Donnelly − Mabel Tolkien
- Genevieve O'Reilly − Mrs. Smith
- Owen Teale − Headmaster Gilson
- Samuel Martin − Red Eyed Captain